# Immanuel-Kant-Schule
Nach dem deutschen Philosophen Immanuel Kant (1724–1804) wurden unter anderem folgende Schulen benannt:
- Immanuel-Kant-Gymnasium Bad Oeynhausen
- Immanuel-Kant-Gymnasium (Berlin)
- Kant-Gymnasium (Berlin)
- Kant-Gymnasium Boppard
- Immanuel-Kant-Gymnasium (Dortmund-Asseln)
- Gesamtschule Immanuel Kant in Falkensee
- Immanuel-Kant-Gymnasium (Hamburg)
- Immanuel-Kant-Gymnasium (Heiligenhaus)
- Kant-Gymnasium Karlsruhe
- Immanuel-Kant-Gymnasium (Lachendorf)
- Immanuel-Kant-Gymnasium Leinfelden-Echterdingen
- Immanuel-Kant-Gymnasium (Münster-Hiltrup)
- Immanuel-Kant-Schule (Neumünster)
- Immanuel-Kant-Gymnasium Pirmasens
- Immanuel-Kant-Schule (Rüsselsheim am Main)
- Immanuel-Kant-Gymnasium (Teltow)
- Immanuel-Kant-Gymnasium Tuttlingen
- Kant-Gymnasium Weil am Rhein